# Wiaczesław Cwietajew
Wiaczesław Dmitrijewicz Cwietajew (ros. Вячеслав Дмитриевич Цветаев, ur. 5 stycznia?/17 stycznia 1893 w stanicy Małoarchangielska, zm. 11 sierpnia 1950 w Moskwie) – radziecki generał,  Rosjanin, Bohater Związku Radzieckiego, generał pułkownik.

## Życiorys
Urodził się w stanicy Małoarchangielskiej (obecnie jest to obwód orłowski), koło miasta Małoarchangielsk, w rodzinie pracownika kolei. Ukończył 6 klas gimnazjum.
Po wybuchu I wojny światowej powołany do armii rosyjskiej, gdzie dosłużył się stopnia porucznika. Był dowódcą kompanii i batalionu. W styczniu 1918 roku został zdemobilizowany i rozpoczął pracę w zakładach maszynowych w Moskwie.
W 1918 roku w związku z interwencją aliantów w czasie wojny domowej, wstąpił do Armii Czerwonej i został dowódcą kompanii w 4 Moskiewskim Pułku, biorącym udział w walkach z wojskami alianckimi na północy Rosji. W czasie tych walk okazał się dobrym dowódcą  i kolejno dowodził batalionem, pułkiem i brygadą. W 1919 roku został dowódcą 54 Dywizji Strzeleckiej, walczącej w północnej części Rosji, gdzie wsławiła się w zdobyciu Archangielska. Po wyparciu wojsk alianckich, dywizja pod jego dowództwem została przerzucona na Front Zachodni, gdzie wzięła udział w wojnie polsko-bolszewickiej.
Po podpisaniu pokoju z Polską ukończył wyższy kurs dowódców. Następnie udał się na Środkowy Wschód, gdzie prowadziła walki z basmaczami i gdzie został dowódcą kolejno 2 i 3 Dywizji Turkiestańskiej. W 1927 roku ukończył wyższy kurs dowódczy w Akademii Wojskowej im. M. Frunzego, a w 1931 roku został starszym wykładowcą w tej akademii.
W 1937 roku został dowódcą 57 Dywizji Strzeleckiej. W dniu 1 maja 1938 roku w czasie parady w miejscowości Czugujewka doszło do wybuchu improwizowanej bomby, w wyniku czego zostało rannych 11 żołnierzy 57 Dywizji Strzeleckiej. W związku z tym zdarzeniem został aresztowany pod zarzutem działalności kontrrewolucyjnej. W więzieniu przebywał do 9 września 1939 roku, kiedy został uniewinniony od zarzutów. Po wyjściu z więzienia został ponownie wykładowcą w Akademii im. Frunzego.
Po ataku Niemiec na ZSRR w lipcu 1941 roku został dowódcą grupy wojsk 7 Armii (Front Karelski), następnie zastępcą dowódcy 4 Armii i dowódca 10 Armii Rezerwowej. Od grudnia 1942 roku był dowódcą 5 Armii Uderzeniowej, którą to funkcję pełnił do maja 1944 roku. W maju 1944 roku został zastępcą dowódcy 1 Frontu Białoruskiego, a we wrześniu dowódcą 6 Armii. Jeszcze we wrześniu 1944 roku został dowódcą 33 Armii, którą dowodził do zakończenia II wojny światowej. Brał udział m.in. w walkach w rejonie Puław, wyzwalaniu Kalisza, Śremu i Świebodzina
W dniu 6 kwietnia 1945 roku za umiejętne dowodzenie i osobistą odwagę został wyróżniony tytułem Bohatera Związku Radzieckiego.
W lipcu 1945 roku został zastępcą dowódcy Południowej Grupy Wojsk i funkcję tę pełnił do stycznia 1947 roku, kiedy został jej dowódcą. Południową Grupą Wojsk dowodził do stycznia 1948 roku, do momentu jej rozformowania. Został wtedy komendantem Akademii im. Frunzego.
Zmarł w Moskwie, pochowany został na cmentarzu Nowodziewiczym.

## Awanse
- komdiw (5 grudnia 1935)[1]
- generał porucznik (4 czerwca 1940)
- generał pułkownik (1943)

## Odznaczenia
- Medal „Złota Gwiazda” Bohatera Związku Radzieckiego (06.04.1945[2])
- Order Lenina (dwukrotnie)
- Order Czerwonego Sztandaru (czterokrotnie)
- Order Suworowa I klasy (trzykrotnie - 02.09.1944[3], 29.05.1945[4])
- Order Kutuzowa I klasy (17.09.1943[5]
- Order Bohdana Chmielnickiego I klasy (19.03.1944[6])
- Medal „Za zwycięstwo nad Niemcami w Wielkiej Wojnie Ojczyźnianej 1941–1945”
- Medal jubileuszowy „XX lat Robotniczo-Chłopskiej Armii Czerwonej”
- Medal „Za wyzwolenie Warszawy”
- Medal jubileuszowy „30 lat Armii Radzieckiej i Floty”
- Krzyż Srebrny Orderu Wojennego Virtuti Militari (Polska)
- Order Krzyża Grunwaldu III klasy (Polska)
- Medal za Odrę, Nysę, Bałtyk (Polska)